# Diapolia magna
Diapolia magna là một loài bướm đêm trong họ Noctuidae.